# Championnats de France d'escrime 2004
 (septembre 2022).
Si vous disposez d'ouvrages ou d'articles de référence ou si vous connaissez des sites web de qualité traitant du thème abordé ici, merci de compléter l'article en donnant les références utiles à sa vérifiabilité et en les liant à la section « Notes et références ».
Navigation
Édition précédente Édition suivante
Les championnats de France d'escrime 2004 ont eu lieu le 11 décembre 2004 à Paris au Stade Pierre-de-Coubertin.

## Médaillés

### Sabre
| Épreuves          | Or              | Argent          | Bronze                        |
| ----------------- | --------------- | --------------- | ----------------------------- |
| Sabre             |                 |                 |                               |
| Hommes individuel | Fabrice Gazin   | Vincent Anstett | Julien Pillet Boris Sanson    |
| Femmes individuel | Pascale Vignaux | Anaïs Drion     | Magali Carrier Léonore Perrus |

### Fleuret
| Épreuves          | Or                 | Argent            | Bronze                         |
| ----------------- | ------------------ | ----------------- | ------------------------------ |
| Fleuret           |                    |                   |                                |
| Hommes individuel | Jérôme Jault       | Sébastien Coutant | Brice Guyart Victor Sintès     |
| Femmes individuel | Corinne Maîtrejean | Adeline Wuillème  | Mélanie Moumas Céline Seigneur |

### Épée
| Épreuves          | Or                    | Argent            | Bronze                            |
| ----------------- | --------------------- | ----------------- | --------------------------------- |
| Épée              |                       |                   |                                   |
| Hommes individuel | Érik Boisse           | Jérôme Jeannet    | Gauthier Grumier Benoît Janvier   |
| Femmes individuel | Hajnalka Kiraly-Picot | Vanessa Galantine | Mélanie Soiron Perrine Moinecourt |